# انژرویل-لورشی
انژرویل-لورشی (به فرانسوی: Angerville-l'Orcher) یک کمون در فرانسه است که در canton of Criquetot-l'Esneval واقع شده‌است. انژرویل-لورشی ۹٫۹۱ کیلومتر مربع مساحت دارد ۱۱۰ متر بالاتر از سطح دریا واقع شده‌است.